# Martha Stewart Living
Martha Stewart Living es una revista y un programa de televisión que tiene como precursora a la empresaria Martha Stewart. Ambos, la revista y el show de TV, se enfocaban en las "artes domésticas". Martha Stewart Living, en un comienzo la publicación de la misma se llevaba a cabo de manera trimestral y actualmente se publica mensualmente. Martha Stewart Living forma parte de la marca Martha Stewart Living Omnimedia , su "imperio".
El programa Martha Stewart Living debutó con una emisión semanal de sólo media hora en la TV de redifusión en septiembre de 1993. Con el tiempo el programa llegó a tener cinco emisiones diarias de una hora hasta el otoño de 2004. 
Martha fue el show que reemplazó a Martha Stewart Living en el año 2005.
Tanto la revista como el programa televisivo fueron premiados en varias ocasiones por la crítica.